# Idioma thawa
Thawa, también deletreado Thaua, Dhawa, Thauaira, y otras variaciones, es una lengua aborigen australiana casi extinta de Nueva Gales del Sur con muy pocos hablantes, incluidos ciertos ancianos aborígenes. A veces se clasifica con el idioma dyirringanj como un dialecto del Southern Coastal Yuin, aunque no está claro qué tan cerca estaban realmente las dos variedades.
En 2015, la gente local de Yuin colaboró con la escuela pública de Tathra en Tathra para crear una nueva aplicación como material didáctico tanto para Thaua como para el idioma dhurga, utilizando antiguas grabaciones de audio de ancianos aborígenes, así como documentación creada por los primeros exploradores y colonos de la región. Uno de los principales contribuyentes al proyecto, Graham Moore, también ha escrito un libro en lengua aborigen.